# Колосов Валентин Осипович
Валентин Осипович Колосов (28 березня 1928, Нижній Чулим (нині — Здвінського району Новосибірської області Російської Федерації) — 23 листопада 2004, Рівне, Україна) — український художник-живописець, скульптор, член національної спілки художників України (1985).

## Життєпис
Народився 28 березня 1928 року у селі Нижній Чулим (нині — Здвінського району Новосибірської області Російської Федерації). Закінчив Таштагольську середню школу 1944. Вступив до Харківського військово-авіаційного училища штурманів 1944. Комісований з армії за станом здоров'я 1947. Учасник німецько-радянської війни. Художник клубу робітничого комітету ліспромгоспу 1947. Систематично займався вивченням анатомії людини, перспективи простору, колористики малюнка. Переїхав у Свободний Амурської області. Працює художником у клубі управління залізниці 1947. Після одруження 1949 разом із сім'єю переїхав у Гурьєвськ Кемеровської області РФ. Працює художником рудоуправління та клубу шахтарів, займається в студії образотворчого мистецтва Палацу металургів 1951. У 1951 з сім'єю переїжджає в м. Ровно, де проживали батьки дружини. Є одним із засновників у місті товариства «Укоопхудожник», яке згодом 1963, перейшло в підпорядкування Спілки художників України (Ровенський художньо-виробничий комбінат). 1964—1965 — художник Ровенського відділення Худфонду УРСР. 1965 — художник Ровенських художньо-виробничих майстерень Худфонду УРСР. Батько двох дітей — сина В'ячеслава і доньки Ольги.

## Творчість
Учасник трьох всесоюзних виставок Москва, 1972, 1982, 1983, виставки творів художників західних областей України Москва, 1980, Міжнародної виставки Мінську, сімнадцяти республіканських і всеукраїнських виставок Київ, зональних (регіональних) художніх виставок Львів, 1955, 1964, 1974, 1975, шести персональних і п'яти групових художніх виставок. Із 1955 представляв свої роботи на щорічних обласних художніх виставках Рівне. Делегат конференції художників України Київ, 1990, Першого з'їзду художників України Київ, 1991, учасник художніх пленерів Бєлоградчик, 1989, Ковель, 2001.
Член Спілки художників України 1985. Відповідальний секретар Рівненської Спілки художників 1986—1996. Член ревізійної комісії Рівненської обласної організації Національної спілки художників України (1996—2000).
Автор портретів письменників Л. Кравцова 1987 і Є. Шморгуна 1993, академіка О. Возіанова 1998, скульптурних погрудь матері Ольги Тихонівни 1960, художника Григорія Пономаренка 1979, Лесі Українки 1982. Картина «Кримський пейзаж» вміщена в альбомі «Художники Прикарпаття» Київ, 1989, "Нафтопровід «Дружба» — у книзі «Корни и крона» Львів, 1989.
Роботи зберігаються в музеях, картинних галереях, приватних колекціях України, Франції, Польщі, США, Чехії, Швеції, Югославії, Болгарії, Німеччини, Японії. Похований у Рівному.

## Пам'ять
2005 року в пам'ять про Валентина Колосова у місті Рівне на будинку при вулиці 16 Липня, 2-а, в якому мешкав та працював художник, встановлено меморіальну таблицю.

## Галерея

«Ясний день» (1991)
«Дідух» (1997)
«Портрет Любаші. Внучки» (2000)